# Pseudoeucanthus alosae
Pseudoeucanthus alosae is een eenoogkreeftjessoort uit de familie van de Bomolochidae. De wetenschappelijke naam van de soort is voor het eerst geldig gepubliceerd in 1902 door Brian.